# Língua lambadi
Lambadi ou Gor-boli, ou Banjari, é uma língua falada pelo povo outrora nômade Banjara em toda a Índia e pertence ao grupo de [[línguas indo-arianas]. O idioma não possui uma escrita nativa.

## Dialetos
Os dialetos regionais são divididos entre o Banjara de Maharashtra (escrito em Devanagari), Karnataka (escrita Canaresa, Tamil Nadu e Telangana (escrita Telugu]]). Os falantes são bilíngues em língua telugu, canarês ou marati. O bilinguismo até exister, mas parece não ser universal; conforme o arto de Banjara,poucos falam Lambadi,

## Outros nomes
A língua é também conhecida por outros nomes:
- Lamani, Lamadi, Lambani, Labhani, Lambara, Lavani, Lemadi, Lumadale, Labhani Muka
- Banjara, Banjari, Bangala, Banjori, Banjuri, Brinjari, Vanjari, Wanji
- Gohar-Herkeri, Goola, Gurmarti, Gormati, Kora, Singali, Sugali, Sukali, Tanda.

## Escrita
Dialetos regionais se apresentam entre os “Banjara” de Maharashtra (escrita Devanagari), Karnataka (escrito em Canará) e Andhra Pradesh (escrito em Telugo). Os falantes são bilíngües Telugo, Canarês e marata|Marata.
O índice de alfabetização entre os Banjara é baixo. Recentemente, uma escrita própria para a língua foi desenvolvida pela professora S. Prasanna Sree da Universidade de Andhra, Visakhapatnam, Andhra Pradesh. Prasanna Sree desenvolveu escritas com base em escritas indianas já existentes para certos sons comuns a outras línguas locais, porém com diferentes conjuntos  de caracteres para cada uma das línguas relacionadas, tais como o bagatha, o jatapu, o kolam, o konda-dora, o porja, o koya, ogadaba, o kupia, o kurru e outras.
- Possui 13 sons vogais com símbolos para vogais que, conforme a simbologia, podem ser isoladas (no início da sílaba) ou conjuntas: a aa e ee u uu ae aaae i o oo ou aum auh
- e 21 sons consonantais, que podem ser curtos ou longos (símbolos diferenciados): ka gha gna cha já ta da tha dha na pa bha ma ya ra la va sa ha

## Amostra de textos
João 3:16
Devanagari
ओर् पकब् बेञापर् लिश्याण् रकाडेजको हर्येक् आद्ती लास् नलेजु सास्यत् जील् जर् जेञाने दीनो। दोल् जगेने अत्राल्रेम् कीदो।
Telugu
ఓర్ పకబ్ బేటాపర్ విశ్యాన్ రకాడెజకో హర్యేక్ ఆద్తీ వాశ్ నవేజు శాశ్యత్ జీవ్ ఓర్ జేటానే దీనో. దేవ్ జగేనే అత్రాల్రేమ్ కీదో.
Canaresa
ಓರ್ ಪಕಬ್ ಬೇಞಾಪರ್ ಲಿಶ್ಯಾಣ್ ರಕಾಡೇಜಕೋ ಹರ್ಯೋಕ್ ಆದ್ತೀ ಲಾಸ್ ನಲೋಜು ಸಾಸ್ಯತ್ ಜೀಲ್ ಜರ್ ಜೋಞಾನೋ ದೀನೋ. ದೋಲ್ ಜೋಗೇನೇ ಅತ್ರಾಲ್ರೇಮ್ ಕೀದೋ.
Transliteração
Ōr pakab bēñāpar liśyāṇ rakāḍējako haryēk ādtī lās naleju sāsyat jīl jar jēñānē dīnō. Dōl jagēnē atrālrēm kīdō.
Português
Pois Deus amou tanto o mundo, que entregou o seu Filho único, para que todo o que nele crê não pereça, mas tenha vida eterna..: 